# Peter Jackson (bokser)
Peter Jackson (ur. 3 lipca 1861 w Christiansted, St. Croix, Duńskie Wyspy Dziewicze, zm. 13 lipca 1901 w Roma w Australii), zw. Black Prince (Czarny Książę) – czarnoskóry bokser wagi ciężkiej, który nigdy nie walczył o mistrzostwo świata wskutek bariery rasowej.
Rozpoczął karierę pięściarską w Australii, prawdopodobnie w 1882. W 1886 został mistrzem Australii wagi ciężkiej, po znokautowaniu Toma Leedsa w 30. rundzie. Od 1888 walczył w Stanach Zjednoczonych oraz w Wielkiej Brytanii. Wygrał wówczas m.in. z Peterem Maherem i Jemem Smithem.
Ówczesny mistrz świata John L. Sullivan odmówił walki z Jacksonem twierdząc, że jako biały nie będzie walczył z Murzynem (zob. bariera rasowa). Natomiast przyszły zwycięzca Sullivana Jim Corbett zremisował z Jacksonem 21 maja 1891 po 61 rundach (według innej wersji walka ta była no decision).
Jackson zdobył mistrzostwo Imperium Brytyjskiego 30 maja 1892 r. w Londynie wygrywając z Frankiem Slavinem przez nokaut w 10. rundzie. Złamał jednak w tej walce żebra, które uszkodziły płuco. Potem startował rzadko. Ostatnie dwie walki stoczył po kilkuletniej przerwie w 1898 i 1899 i obie przegrał (z przyszłym mistrzem świata Jimem Jeffriesem i z Jimem Jeffordsem). Oprócz tych dwóch walk był pokonany tylko raz (przez Billa Farnana w walce o tytuł mistrza Australii 26 lipca 1884 w Melbourne).
Jackson był uznawany za jednego z najwybitniejszych bokserów końca XIX wieku. Ze względu na kolor skóry nie miał szansy walki o tytuł zawodowego mistrza świata.
Zmarł na gruźlicę w wieku czterdziestu lat. W 1990 roku został wpisany do bokserskiej galerii sław (International Boxing Hall of Fame).

## Bilans walk zawodowych
- 47 zwycięstw (w tym 32 przed czasem)
- 5 remisów
- 3 porażki
- 36 „no decision”
- 83 pokazówki (wiadomo, że było ich więcej, ale nie zachowały się daty lub nazwiska przeciwników)